# Fingerborgsmalmätare
Fingerborgsmalmätare Eupithecia pulchellata är en fjärilsart som beskrevs av James Francis Stephens 1831. Fingerborgsmalmätare ingår i släktet Eupithecia och familjen mätare, Geometridae. Arten är funnen en gång i Sverige, i Skåne 2013. En underart finns listad i Catalogue of Life, Eupithecia pulchellata grisearia Schwingenschuss, 1939.

## Bildgalleri

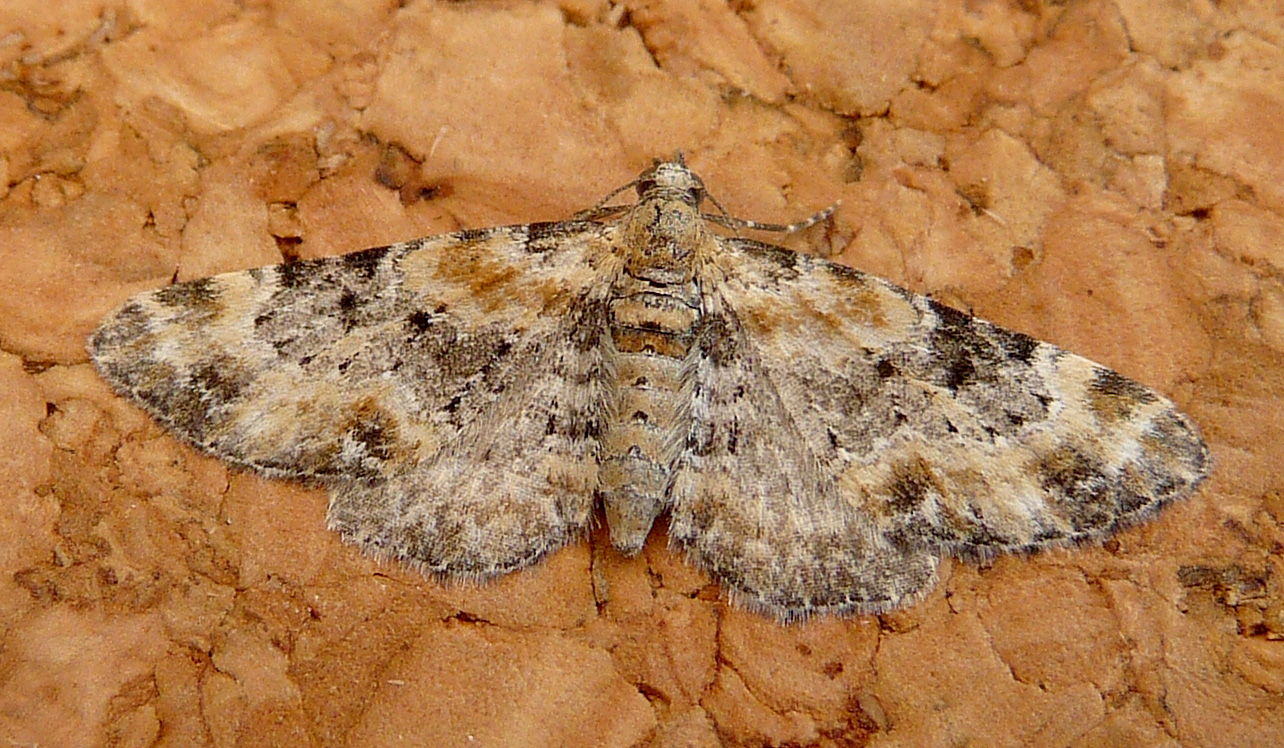
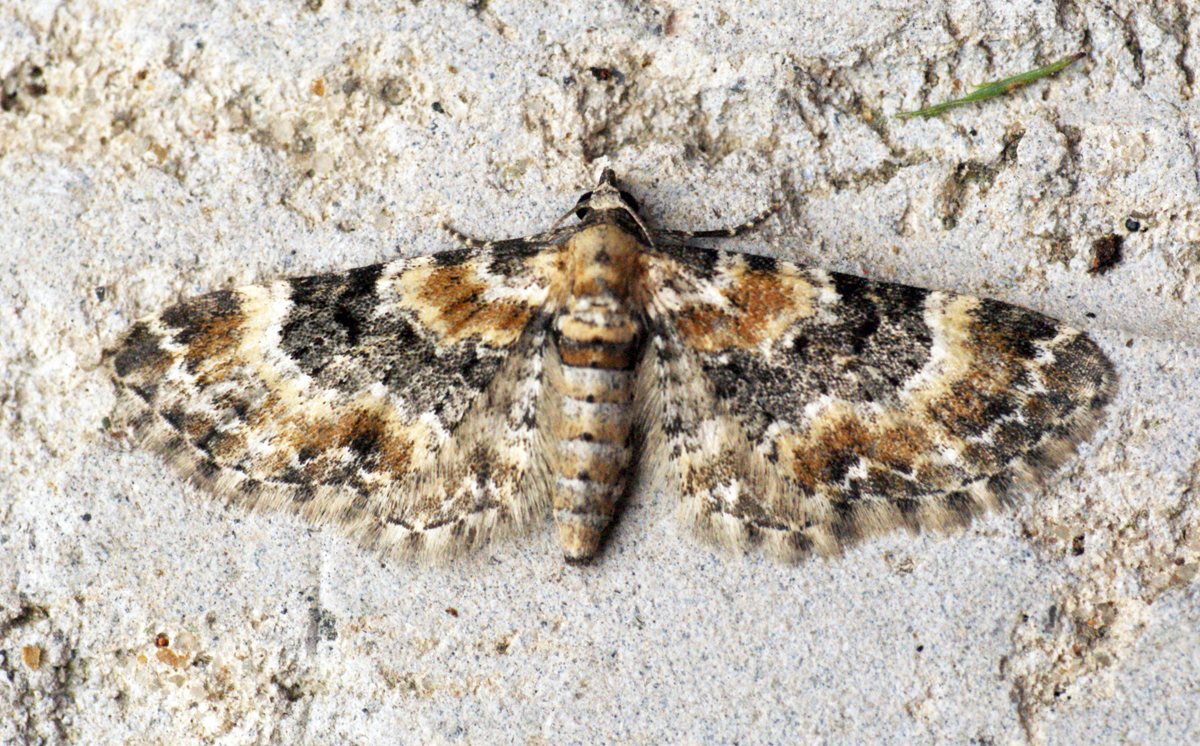
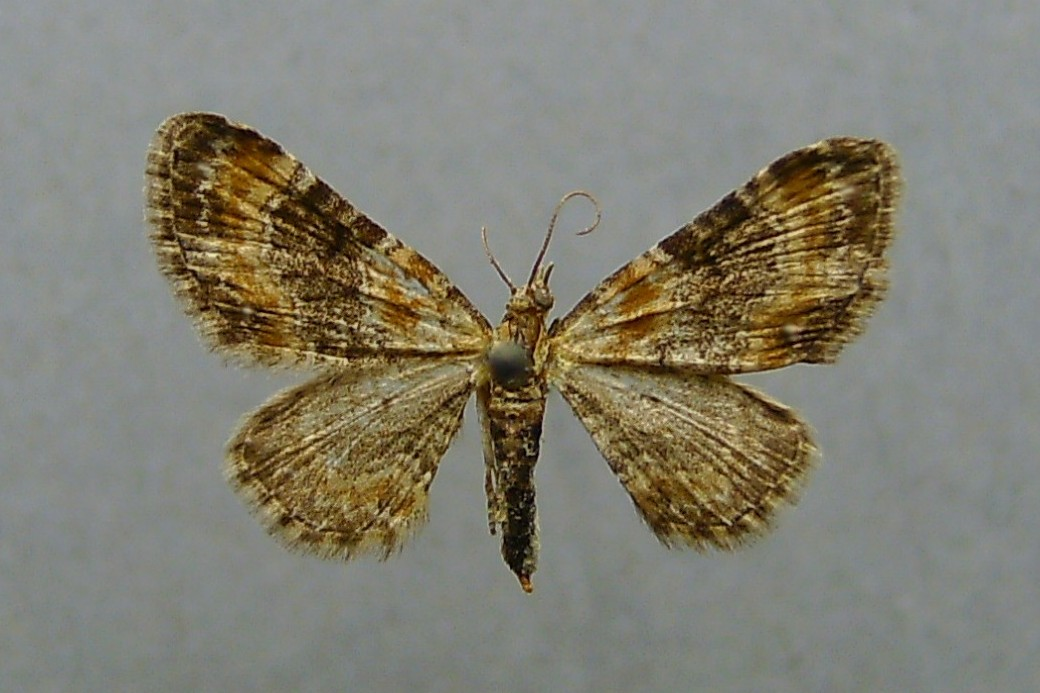